# Juan Vieyra
- Real Estelí FC (2024-Act.)

Juan Ignacio Vieyra (Arrecifes, provincia de Buenos Aires, Argentina, 20 de abril de 1992) es un futbolista argentino. Juega de delantero extremo o mediocampista interior y su equipo actual es Real Estelí FC de la Liga Primera de Nicaragua.

## Trayectoria
El 8 de diciembre de 2012, Gerardo Martino lo hizo debutar de manera profesional en Newell's Old Boys en reemplazo de Fabián Muñoz, frente a Argentinos Juniors, por la decimonovena fecha del Torneo Inicial, en un encuentro disputado en el Estadio Diego Armando Maradona de Buenos Aires. El mismo terminó 3 a 1 a favor de Newell's Old Boys.
El 4 de enero de 2016 se confirmó su traspaso al Cerro Porteño. Un año después, en 2017, pasó al Club Nacional de Paraguay.[cita requerida]
El 1 de agosto de 2019, firmó contrato por un año con Huracán.
En febrero de 2024, firmó con Gimnasia y Esgrima de Mendoza para jugar la temporada 2024 de la Primera Nacional (segunda división de Argentina).

## Estadísticas
| Newell's Old Boys Argentina     | 1.ª                 | 2012-13             | 4   | 0  | — | — | 3  | 0 | 7   | 0  | 0.00 |
| Newell's Old Boys Argentina     | 1.ª                 | 2013-14             | 3   | 0  | — | — | —  | — | 3   | 0  | 0.00 |
| Newell's Old Boys Argentina     | 1.ª                 | 2014                | 4   | 0  | — | — | —  | — | 4   | 0  | 0.00 |
| Newell's Old Boys Argentina     | 1.ª                 | 2015                | 1   | 0  | — | — | —  | — | 1   | 0  | 0.00 |
| Newell's Old Boys Argentina     | Total club          | Total club          | 12  | 0  | 0 | 0 | 3  | 0 | 15  | 0  | 0.00 |
| Cerro Porteño Paraguay          | 1.ª                 | 2016-A              | 4   | 0  | — | — | —  | — | 4   | 0  | 0.00 |
| Cerro Porteño Paraguay          | Total club          | Total club          | 4   | 0  | 0 | 0 | 0  | 0 | 4   | 0  | 0.00 |
| Nacional Paraguay               | 1.ª                 | 2017                | 13  | 4  | — | — | 2  | 0 | 15  | 4  | 0.27 |
| Nacional Paraguay               | 1.ª                 | 2018                | 27  | 7  | — | — | 2  | 1 | 29  | 8  | 0.28 |
| Nacional Paraguay               | 1.ª                 | 2019                | 18  | 4  | — | — | 2  | 1 | 20  | 5  | 0.25 |
| Nacional Paraguay               | Total club          | Total club          | 58  | 15 | 0 | 0 | 6  | 2 | 64  | 17 | 0.27 |
| Huracán Argentina               | 1.ª                 | 2019-20             | 8   | 1  | — | — | 1  | 0 | 9   | 2  | 0.22 |
| Huracán Argentina               | Total club          | Total club          | 8   | 1  | 0 | 0 | 1  | 0 | 9   | 2  | 0.22 |
| Central Córdoba (SdE) Argentina | 1.ª                 | 2021                | 11  | 1  | — | — | —  | — | 11  | 1  | 0.09 |
| Central Córdoba (SdE) Argentina | Total club          | Total club          | 11  | 1  | 0 | 0 | 0  | 0 | 11  | 1  | 0.09 |
| Delfín · Ecuador                | 1.ª                 | 2021                | 12  | 2  | — | — | —  | — | 12  | 2  | 0.17 |
| Delfín · Ecuador                | Total club          | Total club          | 12  | 2  | 0 | 0 | 0  | 0 | 12  | 2  | 0.17 |
| Cobresal · Chile                | 1.ª                 | 2021                | 7   | 0  | — | — | —  | — | 7   | 0  | 0.00 |
| Cobresal · Chile                | Total club          | Total club          | 7   | 0  | 0 | 0 | 0  | 0 | 7   | 0  | 0.00 |
| Marathón Honduras               | 1.ª                 | 2021-22             | 16  | 4  | — | — | —  | — | 16  | 4  | 0.25 |
| Marathón Honduras               | 1.ª                 | 2022-23             | 20  | 6  | — | — | —  | — | 20  | 6  | 0.30 |
| Marathón Honduras               | Total club          | Total club          | 36  | 10 | 0 | 0 | 0  | 0 | 36  | 10 | 0.28 |
| Real España Honduras            | 1.ª                 | 2022-23             | 16  | 3  | — | — | —  | — | 16  | 3  | 0.19 |
| Real España Honduras            | 1.ª                 | 2023-24             | 13  | 1  | — | — | 4  | 0 | 17  | 1  | 0.06 |
| Real España Honduras            | Total club          | Total club          | 29  | 4  | 0 | 0 | 4  | 0 | 33  | 4  | 0.12 |
| Gimnasia (M) Argentina          | 2.ª                 | 2024                | 6   | 0  | 2 | 0 | —  | — | 8   | 0  | 0.00 |
| Gimnasia (M) Argentina          | Total club          | Total club          | 6   | 0  | 2 | 0 | 0  | 0 | 8   | 0  | 0.00 |
| Total en su carrera             | Total en su carrera | Total en su carrera | 183 | 33 | 2 | 0 | 14 | 2 | 199 | 35 | 0.18 |
| 1. 2. 3.                        |                     |                     |     |    |   |   |    |   |     |    |      |

## Palmarés

### Títulos nacionales
| Título           | Club              | País      | Año  |
| ---------------- | ----------------- | --------- | ---- |
| Primera División | Newell's Old Boys | Argentina | 2013 |